# Eugen Georg Schuffenhauer
Eugen Georg Schuffenhauer, auch bekannt als Reitzenhainer Mannl, (* 28. Juni 1881 in Arnsfeld; † 1953 in Reitzenhain) war der Gründer der Schuffenhauerschen Bewegung, einer sektenähnlichen Organisation, die im Erzgebirge Verbreitung fand.

## Leben
Der Sohn des Fabrikarbeiters Carl Eduard Schuffenhauer kam aus dem Ersten Weltkrieg mit einem Nervenleiden nach Hause. Zur Jahreswende 1918/19 hatte er Eingebungen und Erscheinungen sowie Visionen von Christus, der ihm angeblich die Heilung von Kranken übertragen habe. Im Jahr 1922 ließ sich Schuffenhauer in Reitzenhain nieder. Dort wurde 1926 sein Sohn Martin Schuffenhauer geboren, der seit 1954 in Aachen lebt.
Schuffenhauer entwickelte von Reitzenhain aus ein umfangreiches okkultisches Konventikelwesen, welches um 1923 in die so genannte Schuffenhauersche Bewegung mündete, eine sektenähnliche Organisation, die um 1926 in weiten Teilen des Erzgebirges bis in den Chemnitzer Raum mehrere Hundert Mitglieder zählte. Ab 1924 ließ er verbreiten, dass er mit Geistern der Verstorbenen an den Stätten ihrer Ruhe sprechen könne. In sogenannten „Offenbarungen“ sollen ihm ab 1926 u. a. Martin Luther, Kaiser Wilhelm und Otto von Bismarck erschienen sein. Es wurden Ausbaustunden abgehalten und inoffizielle Materialien auf Pergamenten geschrieben. Noch in den 1960er Jahren prophezeiten Nachfolger der Gemeinschaft in Annaberg z. B. den Brand des Fichtelberghauses.